# Tachydromia varzobica
Tachydromia varzobica är en tvåvingeart som beskrevs av Igor Shamshev 1994. Tachydromia varzobica ingår i släktet Tachydromia och familjen puckeldansflugor. Inga underarter finns listade i Catalogue of Life.